# Nico van Hasselt
Nicolaas Johannes Hendrikus (Nico) van Hasselt (Deventer, 19 februari 1924 – Amsterdam, 14 februari 2018) was een Nederlands verzetsstrijder en arts. Hij was de oudste praktiserende huisarts van Nederland.

## Tweede Wereldoorlog
Van Hasselt, lid van de familie Van Hasselt, sloot zich tijdens de Tweede Wereldoorlog tegen de zin van zijn familie aan bij het verzet. Op 1 april 1943 werd hij, na verraden te zijn, gearresteerd en gevangengezet in Kamp Vught. Op 14 juli ontsnapte hij. Een vrachtwagen van het Eindhovense bedrijf Philips kwam het kamp in rijden en zou weer leeg terugrijden. Samen met Theo de Vries stapte hij de laadruimte binnen. Ze spraken met de chauffeur af dat hij ze zou meenemen. Toen de Duitse wacht de laadruimte inkeek, hielden de twee zich verborgen achter de linkerlaadklep. Op de vlucht naar Engeland werden ze door de Duitse marine op 24 augustus 1943 van zee gehaald en naar Den Helder gebracht. In 1944 werd Van Hasselt overgebracht naar Kamp Amersfoort. Op 27 april werd hij tot levenslange opsluiting in een tuchthuis veroordeeld. Hij zou dus naar Duitsland getransporteerd worden, maar hij werd gered door Loes van Overeem, hoofd van de Dienst Speciale Hulpverlening van het Rode Kruis, die hem ziek verklaarde en naar de ziekenboeg bracht. Nadat hij filosofeerde met zijn medegevangene Brouwer, deed hij zichzelf de belofte dat hij als hij zijn gevangenschap zou overleven, een beroep zou kiezen ten nutte van zijn medemens. Hij werd in 1945 door de Binnenlandse Strijdkrachten bevrijd uit de gevangenis van Scheveningen.

## Huisarts
Van Hasselt studeerde medicijnen te Amsterdam en Leiden en behaalde in 1956 het artsexamen, waarna hij zich in 1959 als huisarts in Buitenveldert vestigde. Toen hij in 1989 65 jaar oud werd, gaf Ziekenfonds Amsterdam en Omstreken (ZAO) hem de opdracht te stoppen. Hij weigerde vanwege de belofte die hij zichzelf had gedaan en omdat hij zich fit genoeg voelde om te blijven werken. ZAO stopte de vergoeding voor zijn werkzaamheden en uitgeschreven medicijnen, maar Van Hasselt ging door met zijn praktijk, behandelde zijn ZAO-patiënten zonder vergoeding en betaalde niet vergoede medicijnen uit eigen zak. Er volgde een jaren durende juridische strijd tegen ZAO, later Agis. Pas in 2005 toen het ZAO allang was opgegaan in Agis, bepaalde de Commissie gelijke behandeling dat Agis zich schuldig maakte aan leeftijdsdiscriminatie. Hierdoor werd de leeftijdsgrens voor huisartsen afgeschaft. In 2015 werd een vergelijk met de zorgverzekeraar getroffen. De toegekende schadevergoeding was volgens hem "een schijntje vergeleken bij de paar miljoen die het mij gekost heeft". Het geld uit de schadevergoeding schonk van Hasselt aan een goed doel.
In 2007 had Van Hasselt nog 1.700 patiënten en in 2011 gaf hij aan nog steeds niet aan stoppen te denken. Naast zijn praktijk met zes dagen in de week spreekuur was hij voorzitter van Veilig Verkeer Nederland afdeling Amstelveen en lid van de wijkraad. Zijn vriend prof. dr. Bob Smalhout bracht hem in contact met SOS-arts, een nieuwe organisatie die bij de LHV op veel weerstand stuitte. Van Hasselt ondersteunde het initiatief en ging samen met collega Erwann Letort als eerste arts voor SOS-arts in Amsterdam aan de slag. In juli 2016 vierde hij dat hij zestig jaar in het vak zat.
Van Hasselt werd in de praktijk bijgestaan door zijn echtgenote, Joziena Alida van Paassen (1931-2018), die Johanniterzuster was en dokters- en apothekersassistente. Het echtpaar kreeg een zoon en een dochter. Hun zoon overleed plotseling in december 2017 op 64-jarige leeftijd.

## Nevenfuncties
Van Hasselt was voorzitter van de academie voor fysiotherapie Jan van Essen te Amsterdam, medeoprichter en voorzitter van de Comeniusschool voor slechtziende kinderen te Amsterdam, voorzitter van de Stichting Artsen Laboratorium te Utrecht en raadslid van het stadsdeel Zuideramstel.
Van Hasselt heeft ook jarenlang geholpen om toegankelijke patiëntinformatie naar het grote publiek te brengen door mee te werken en medische teksten te controleren op websites van het solvo netwerk. 